# بوندانغ غو
بوندانغ غو (بالكورية: 분당구) (بالإنجليزية: Bundang-gu)، هي بلدة كورية جنوبية التابعة لمدينة سونغنام، يبلغ عدد السكان حوالي 439,395 نسمة.